# Джузепе де Сакко
Джузеппе де Сакко (італ. Giuseppe de Sacco; 1735, Верона, Італія — 1798, Гродно, Білорусь) — один з найбільших архітекторів розвиненого бароко і класицизму, що працювали на території сучасної Білорусі в XVIII столітті. Придворний архітектор короля Станіслава Августа Понятовського. Також працював в інших регіонах Речі Посполитої. У творчості виділяються ансамблі палацово-паркових резиденцій.

## Біографія
У 1768 році Джузепе де Сакко був запрошений до Варшави, де займався мистецьким катафалком (castrum doloris) королеви Марії Лещинської і проектом перебудови костьолу святого Яна.
У 1771 році став архітектором Скарбової комісії ВКЛ. Був рекомендований гродненському старості Антонію Тизенгаузу і прийнятий на службу як архітектор королівських маєтків (Baudirektor) у ВКЛ. Іменувався також «Архітектором Його Королівської Милості у Гродно». У Речі Посполитій Сакко отримує ряд військових звань ВКЛ, а у 1775 році — шляхетство.
Узявшись до роботи в Гродно, Сакко розробляє проекти численних будівель Городниці: містобудівного ансамблю, котрий був частиною амбітного економічного проекту мецената Антонія Тизенгауза, покликаного підняти економіку регіону та наблизити рівень соціального життя до кращих європейських взірців. До ансамблю Городниці входив і власний палац Тизенгауза, також спроектований Сакко. За іншими даними, Сакко тільки брав участь у роботах над палацом, головним автором котрого був попередній архітектор Тизенгауза — Мьозер. Окрім того, Сакко створив декілька королівських резиденцій навкруги Гродно і займався реконструкцією королівського Нового замку, збудованого для короля Августа III.
У 70-х і 80-х роках XVIII ст. брав участь у роботах на найважливіших будівлях Вільнюса — Кафедральному костьолі і ратуші.
У 1770-1795 роках Джузепе де Сакко виконав ряд замовлень місцевих магнатів, спроектував кілька відомих палацово-паркових ансамблів і міських резиденцій, зокрема палац Воловичів, Щорсівський палац Хрептовичів, і, ймовірно, палаци Тизенгауза у Поставах та Вільнюсі.
Сакко помер у 1798, ймовірно, у власному маєтку, відомому як гродненський дім масонів. Похований на гродненському фарному католицькому цвинтарі.

## Значні роботи
| # | Зображення | Назва                      | Примітки    | Розташування     | Дата      |
| - | ---------- | -------------------------- | ----------- | ---------------- | --------- |
| 1 |            | Палац у Цьонжені           | Зберігся    | Цьонжень Польща  | XVIII ст. |
| 2 |            | Палац Хрептовичів у Щорсах | Не зберігся | Щорси Білорусь   | XVIII ст. |
| 3 |            | Театр Тизенгауза           | Зберігся    | Гродно Білорусь  | XVIII ст. |
| 4 |            | Ансамбль площі Тизенгауза  | Зберігся    | Гродно Білорусь  | XVIII ст. |
| 5 |            | Палац Тизенгауза           | Не зберігся | Гродно Білорусь  | XVIII ст. |
| 6 |            | Палац Воловичів            | Зберігся    | Святськ Білорусь | XVIII ст. |
| 7 |            | Станіславово (садиба)      | Зберігся    | Гродно Білорусь  | XVIII ст. |
| 8 |            | Мосарський палац           | Не зберігся | Мосар Білорусь   | XVIII ст. |